# موريل كينيت ويلز
موريل كنيت ويلز (بالإنجليزية: Muriel Kennett Wales)‏ ‏ (1913-2009) هيَ عالمة حِساب أيرلندية-كندية، ويُعتقد بأنها أول امرأة أيرلندية المَولد تَحصل على درجة الدكتوراة في الرياضيات البحتة.

## حياتها
وُلدت موريل في 9 يونيو 1913 في مدينة بلفاست. في عام 1914 انتقلت والدتها إلى مدينة فانكوفر وتزوجت هُناك مرة أُخرى، لذلك أصبحت موريل تُعرف باسم والدتها الأخير الجديد «ويلز».
دَرست موريل في البداية في جامعة كولومبيا البريطانية حيثُ حصلت على درجة البكالوريوس في عام 1934 ودرجة الماجستير في عام 1937 بأطروحتها الخاصة بتحديد أسس بعض حقول أعداد الدرجة الرابعة. في عام 1941 كُرمت بدرجة الدكتوراة من جامعة تورنتو لأطروحتها الخاصة لتحديد وظائف الجبر الأساسية باستعمال الحلقات وكان ذلك بإشراف صموئيل بيتي (أول شخص حصل على درجة الدكتوراة في الرياضيات في كندا في عام 1915).
قَضت موريل مُعظم عقد 1940 بالعَمل في مجال الطاقة الذرية في تورنتو وَمونتريال، ولكن في عام 1949 عادت إلى فانكوفر للعمل في شَركة الشحن الخاصة بزوج والدتها.

## روابط خارجية
- موريل كينيت ويلز في شجرة علماء الرياضيات